# Gerschajim (Trope)
| ֽ | Sof pasuq       |  | ֑   | Etnachta            |
| ֶ | Segol (Trope)   |  | ֓ ׀ | Schalschelet gedola |
| ֔ | Zaqef qaton     |  | ֕   | Zakef gadol         |
| ֗ | Rewia           |  | ֖   | Tipcha              |
| ֮ | Zarqa (Trope)   |  | ֙   | Paschta             |
| ֚ | Jetiw           |  | ֛   | Tewir               |
| ֜ | Geresch (Trope) |  |    | Gerschajim (Trope)  |
| ֡ | Pazer           |  | ֟   | Qarne para          |
| ֠ | Telischa gedola |  | ֣ ׀ | Munach Legarmeh     |

| ֣ | Munach           |  | ֤ | Mahpach         |
| ֥ | Mercha           |  | ֦ | Mercha kefula   |
| ֧ | Darga (Trope)    |  | ֨ | Qadma           |
| ֩ | Telischa qetanna |  | ֪ | Jerach ben jomo |
| ֖ | Majela (Trope)   |  |  |                 |

 Gerschajim ◌֞ (hebräisch גֵּרְשַׁיִם, Dual zu hebräisch גֵּרֵשׁ, deutsch ‚Geresch‘) ist eine Trope in der jüdischen Liturgie und zählt zu den biblischen Satz-, Betonungs- und Kantillationszeichen Teamim, die im Tanach erscheinen.

## Begriffe
| Trope                                                                          |
| ------------------------------------------------------------------------------ |
| von altgriechisch τρόπος tropos über jiddisch טראָפּ trop dt.: Betonung, Melodie |

Die Bezeichnung folgt der aschkenasischen Tradition. In der sephardischen und italienischen Tradition wird es auch Schene gerischin שְׁנֵי גְרִישִׁין, also „zwei Geresch“ genannt. In der jemenitischen Tradition wird es auch „Tarsin“ oder „Taren tirsin“ (aramäisch תְּרֵין טִרְסִ֞ין) genannt. The Jewish Encyclopedia übersetzt גֵּרְשַׁיִם mit doppelte Austreibung.

## Symbol
| Gerschajim | Geresch | Geresch muqdam |
| ---------- | ------- | -------------- |
| ◌֞          | ◌֜       | ◌֝              |

Das Symbol von Gerschajim besteht aus einem verdoppelten Geresch, das als einzelne Trope über dem ersten Buchstaben der betonten Silbe steht (גְּבִ֞יר).

## Grammatik
Gerschaajim erscheint als Ersatz für Geresch auf Wörtern, die auf der letzten (linken) Silbe betont sind und nur wenn kein Kadma vorausgeht, also nie in der Kombination Kadma we-asla. Gerschajim steht häufig alleine.

### Gerschajim und Munach
Wenn sich zusätzlich ein anderes vorhergehendes Wort auf das Wort mit dem Betonungszeichen Gerschajim bezieht, dann wird der Vorgänger mit dem konjunktiven Betonungszeichen Munach ausgestattet.

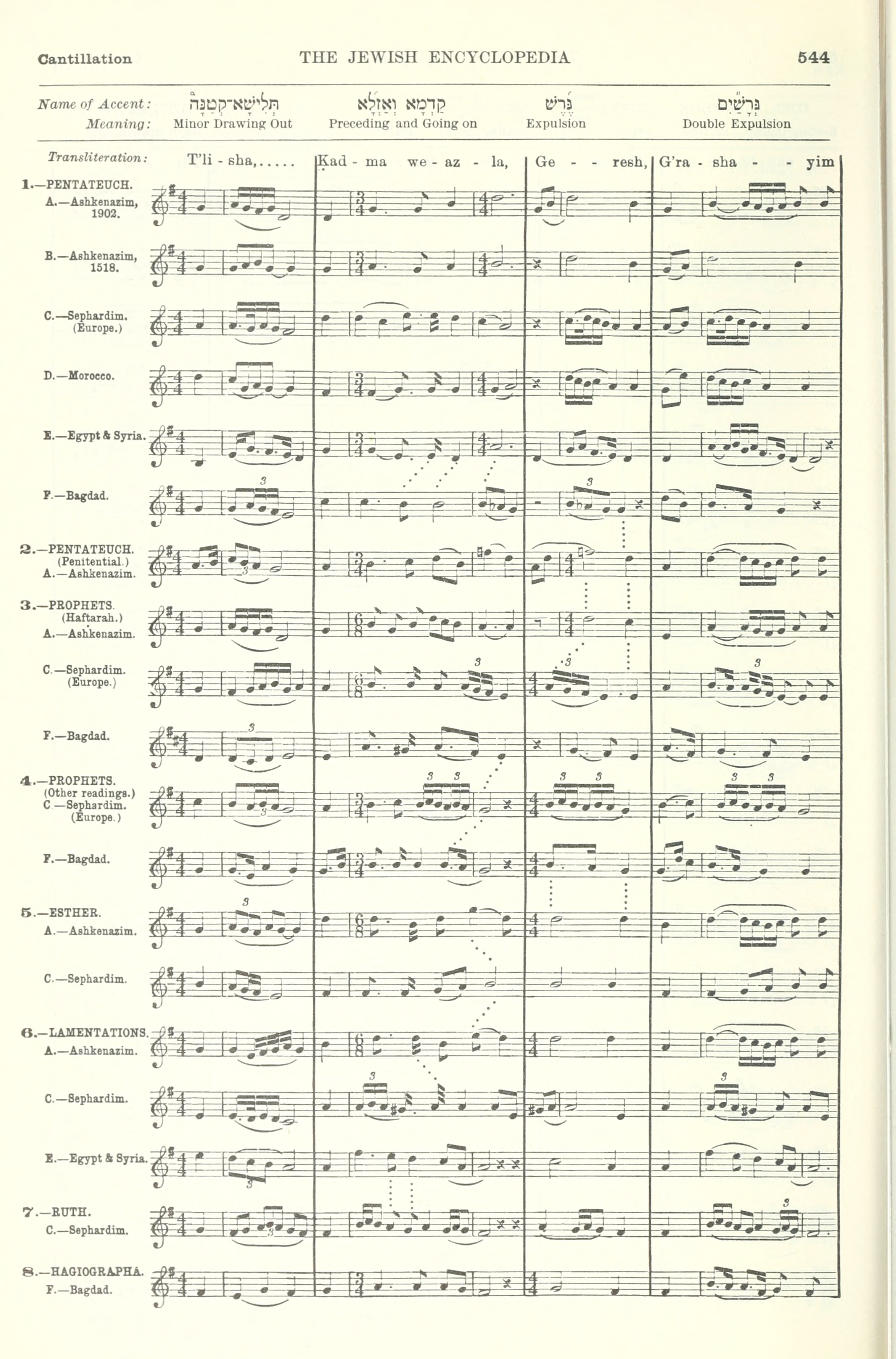
Gerschajim. In: The Jewish Encyclopedia 1901–1906 Volume III Cantillation by Francis L. Cohen

## Melodien
Laut der The Jewish Encyclopedia 1901–1906 Volume III beschreibt Francis Lyon Cohen (1862–1934) – Autor von The Handbook of Synagogue Music (1889) und Song in the Synagogue in The Musical Times (London, 1899) – zahlreiche individuelle Melodien für Gerschajim:
- Pentateuch: aschkenasisch, sephardisch, aus Marokko, Ägypten und Syrien sowie aus Bagdad.
- Propheten und Haftara: aschkenasisch, sephardisch sowie aus Bagdad.
- Esther: aschkenasisch, sephardisch.
- Klagelieder: aschkensiasch, sephardisch sowie aus Marokko, Ägypten und Syrien.
- Ruth: sephardisch

## Vorkommen
| Teil des Tanach | Gerschajim |
| --------------- | ---------- |
| Tora            | 510        |
| Nevi’im         | 875        |
| Ketuvim         | 341        |
| Gesamt          | 1726       |

Die Tabelle zeigt das Vorkommen von Gerschajim in den 21 Büchern.